# Free Fall (Dixie Dregs)
| Recensione                          | Giudizio |
| ----------------------------------- | -------- |
| All Music                           |          |
| The Rolling Stone Jazz Record Guide |          |

Free Fall è il secondo album in studio della band fusion statunitense, Dixie Dregs pubblicato nel maggio del 1976 tramite la Capricorn Records.

## Singoli
Dall'album sono stati estratti tre singoli promozionali: Cruise Control, Refried Funky Chicken e Cosmpolitan Traveler tutti pubblicati nel 1976.

## Accoglienza
Free Fall ha ricevuto critiche pressoché positive da AllMusic in primis dove Robert Taylor, autore della recensione ha assegnato quattro stelle su un totale di cinque. Invece John Swenson nel libro da lui scritto: The Rolling Stone Jazz Record Guide ha assegnato all'album un totale di tre stelle su cinque.

## Tracce
Musiche di Steve Morse
7"
- Lato A

1. Free Fall – 4:11
2. Holiday – 4:29
3. Hand Jig – 3:18
4. Moe Down – 3:47
5. Refried Funky Chicken – 3:17
6. Sleep – 1:54

- Lato B

1. Cruise Control – 6:15
2. Cosmopolitan Traveler – 3:01
3. Dig The Ditch – 3:52
4. Wages Of Weirdness – 3:45
5. Northern Lights – 3:13

LP
1. Free Fall – 4:11
2. Holiday – 4:29
3. Hand Jig – 3:18
4. Moe Down – 3:47
5. Refried Funky Chicken – 3:17
6. Sleep – 1:54
7. Cruise Control – 6:15
8. Cosmopolitan Traveler – 3:01
9. Dig The Ditch – 3:52
10. Wages Of Weirdness – 3:45
11. Northern Lights – 3:13

## Formazione
Dixie Dregs
- Steve Morse – chitarra, banjo, tastiere
- Steve Davidowski – tastiere, sintetizzatori
- Allen Sloan – violino, viola
- Andy West – basso
- Rod Morgenstein – batteria

Produzione
- Diana Kaylan - direzione artistica
- Rik Pekkonen - missaggio
- Bernie Grundman - mastering
- Stewart Levine - produzione
- Rik Pekkonen - co-produzione
- John Phillips - tecnico del suono